# Austrochilus forsteri
Austrochilus forsteri är en spindelart som beskrevs av Grismado, Lopardo och Norman I. Platnick 2003. Austrochilus forsteri ingår i släktet Austrochilus och familjen Austrochilidae. Inga underarter finns listade.